# SŽD-Baureihe 2-3-2К
Die SŽD-Baureihe 2-3-2К war eine Dampflokomotive der Sowjetischen Eisenbahnen (SŽD) in Breitspurbauweise für den Schnellzugdienst. Sie entstand anlässlich des 20. Jahrestages der Oktoberrevolution in der Lokomotivfabrik Kolomna unter Leitung der Ingenieure Lew Lebedjanski und Michail Schtschukin und war für die Führung von Schnellzügen, hauptsächlich auf der Schnellfahrlinie Moskau – Leningrad gedacht. Von diesem Typ existierte noch ein zweites Exemplar, das von dem ersten geringfügig abwich. Eine Serienbezeichnung erhielt die Lokomotive nicht, 2-3-2К ist ihre hauptsächliche Bezeichnung in der Literatur, und besonders in den Nachschlagewerken über den Lokomotivpark. Durch den Beginn des Zweiten Weltkrieges kam es nicht zu der angedachten Serienproduktion der Maschinen.

## Vorgeschichte über das Entstehen der Dampflok

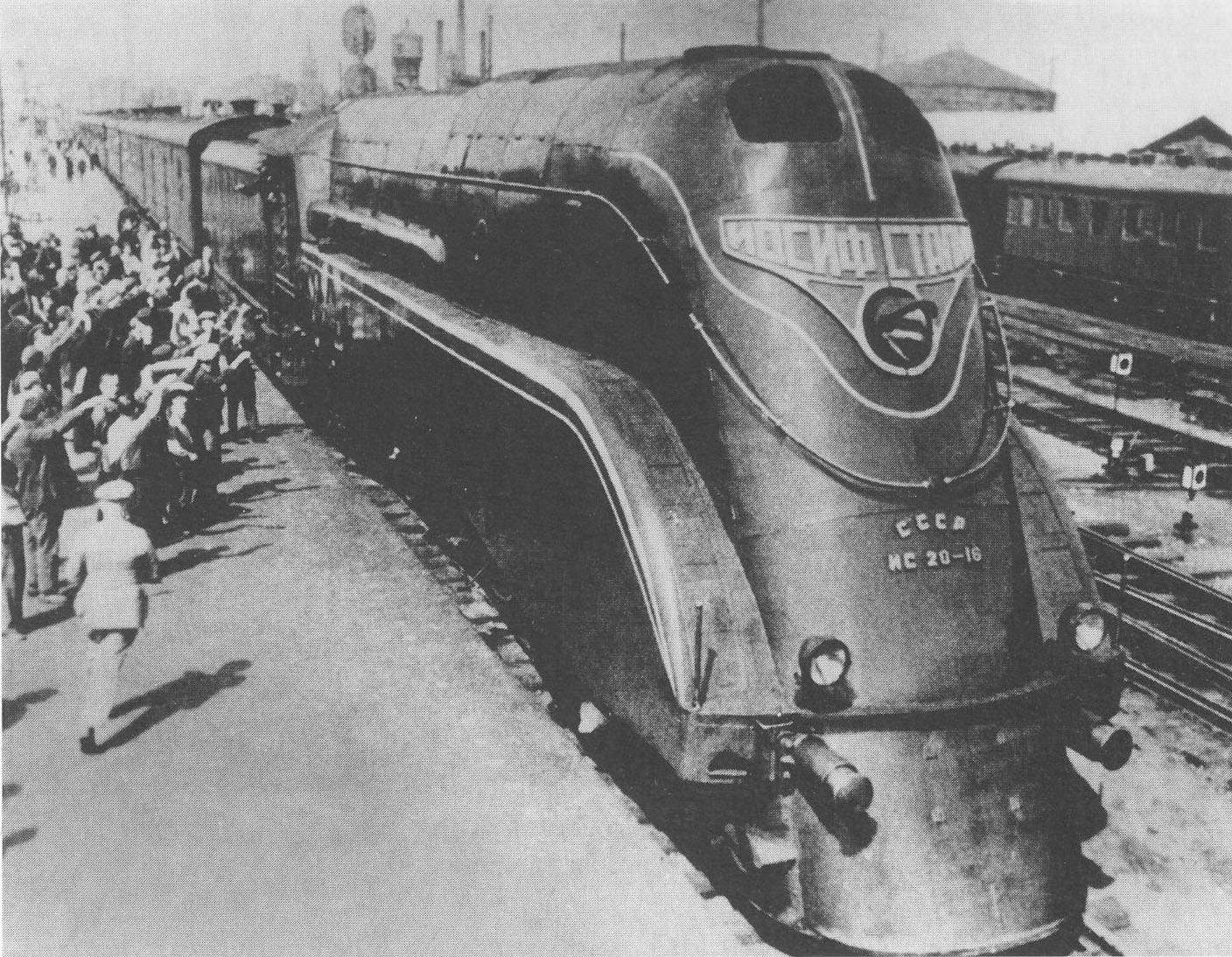
Lokomotive ИС 20.16 auf der Weltfachausstellung Paris 1937

Die Entwicklung der Lokomotive ist eine logische Folge der Schnellfahrbewegungen in Europa in den 1930er Jahren. Daher bestand auch bei den Eisenbahnen der ehemaligen UdSSR (SŽD) die Forderung auf eine bedeutende Erhöhung der Geschwindigkeit der Personenzüge, besonders auf der Schnellfahrstrecke Moskau – Leningrad. Die zur damaligen Zeit dominierende Personenzuglokomotive Reihe Су konnte mit ihrer maximalen Geschwindigkeit von 125 km/h und ihrer Leistung von 1500 PS diese Forderungen nicht befriedigen. Obwohl mit dem Erscheinen der Reihe ИС die Leistung auf 3200 PS stieg, konnten die Geschwindigkeiten der Züge mit dieser Lokomotive nicht erhöht werden. In den 1930er Jahren führte das Moskauer Luftfahrtinstitut gemeinsam mit dem Hersteller aerodynamische Untersuchungen am Modell dieser Lokomotive im Windkanal durch. Als Ergebnis dieser Erforschungen lieferte die Lokomotivfabrik Luhansk 1937 die Lokomotive ИС 20-16 (IS 20-16) mit Stromlinienverkleidung aus. Bei Versuchen erreichte die Dampflok eine Geschwindigkeit von 155 km/h.

## Projektierung und Bau
1934 entstanden in der Lokomotivfabrik Kolomna mehrere Skizzenprojekte von Schnellfahr-Dampflokomotiven. Es entstanden ein Skizzenprojekt für einen Dampflok-Typ mit der Achsfolge 2'C1' und einer Rostfläche von 5 m² sowie von Dampflok-Typen mit den Achsfolgen 1'C2' und 2'C2' und einer Rostfläche von 6,5 m². Das Kollektiv wählte für eine zu bauende Schnellfahrlok den Typ 2'C2' aus, und 1936 wurde ein Projekt einer Schnellfahrlokomotive mit einem Raddurchmesser von 1850 mm (wie bei den Personenzuglokomotiven Су (Su) und IC (IS) und einer Konstruktionsgeschwindigkeit von 130 km/h ausgewählt. In der Ausarbeitung arbeiteten u. a. die Ingenieure Lew Lebedjanski und Michail Schtschukin. Im weiteren Verlauf der Projektierung wurde der Raddurchmesser bei der Dampflok auf 2000 mm erhöht, die Konstruktionsgeschwindigkeit stieg demzufolge auf 150 km/h. Danach schloss das Werk einen Vertrag mit dem Ministerium für Verkehrs- und Nachrichtenwesen über die Herstellung von zwei Versuchslokomotiven ab, und am 7. November 1937 wurde die erste Lokomotive (Nr. 1) hergestellt.

## Konstruktion
Zuzüglich zu der herkömmlichen Dampflokkonstruktion erhielt die Dampflok zur Senkung des Luftwiderstandes eine Stromlinienverkleidung, was zu einer Senkung des gesamten Widerstandes bei der Bewegung um ein Drittel führte. Alle Achsen der Lauf- und Tenderräder waren in Wälzlagern ausgeführt, die Buchsen der Treibräder und des Stangenantriebes wurden mit fester Schmierung ausgenützt, was gleichfalls den Rollwiderstand der Lokomotive verbesserte. Zur Gewichtseinsparung wurde der Kessel ohne Verbrennungskammer ausgeführt, die Radsterne waren aus Boxpok-Rädern hergestellt, und die Treibstangen aus legiertem Stahl, der geschmiedet war. Bei der Herstellung der Dampflokomotive wurde die Schweißung breit angewendet. Die Abbremsung der Lokomotive geschah über alle Räder, was die Sicherheit auf das Doppelte erhöhte.
Zum 1. Mai 1938 lieferte die Lokomotivfabrik Kolomna eine zweite Lokomotive (Nr. 2) aus, welche sich von der ersten in einigen Details unterschied; so unterschieden sich die Raddurchmesser der Laufräder; der Überhitzer, der noch bei der Nr. 1 ein Breitrohr-Überhitzer der Bauart L 40 war, war bei der Nr. 2 als Kleinrohrüberhitzer der Bauart Elesko E. Die erste Maschine wurde 1940 mit einem Booster, der auf die hinteren beiden Laufachsen der Lokomotive wirkte, ausgerüstet. Das führte zur Vergrößerung der Zugkraft beim Anfahren und erhöhte die Geschwindigkeiten auf Steigungen im Bereich von 50 bis 55 km/h.
Planmäßig sollten noch zehn Lokomotiven dieses Types für die Oktoberbahn gebaut werden, der Krieg verhinderte dies jedoch.

## Betrieb
Bei einer Versuchsfahrt mit der alleinigen Dampflok konnte auf einem Versuchsabschnitt der Strecke Moskau – Leningrad am 24. April 1938 eine Geschwindigkeit von 160 km/h erreicht werden. Am 29. Juni erreichte ein Zug, bestehend aus vier Schnellzugwagen (14 Achsen), gezogen von einer Schnellfahrdampflok, im Abschnitt Lichoslawl – Twer eine Geschwindigkeit von 170 km/h. Dabei entwickelte die Lokomotive eine Leistung von 3070 PS. Im selben Jahr führte das Allrussische Forschungsinstitut für Schienenverkehr die Zugkraft-wärmetechnische Prüfung bei der Lok Nr.1 durch, gleichfalls wurde bei der Dampflok Nr. 2 die lauftechnische Untersuchung durchgeführt. Dabei wurde ergründet, dass die Lokomotiven einen Dampfverbrauch von 6,7 kg/PSh hatten, das war weniger als bei allen anderen Dampflokomotiven zuvor. Gleichzeitig zeigte die Prüfung, dass der Überhitzer der Bauart L 40 bedeutend bessere wärmetechnische Eigenschaften als der der Reihe Elesko E hatte.
Nach der Beendigung der Überprüfungen erhielt die Oktoberbahn beide Lokomotiven für den regulären Betrieb. Die Lokomotiven arbeiteten im Plan mit den Lokomotiven der Reihe Су zusammen, wodurch ihre maximale Leistung nicht abgerufen werden konnte. Der Verbrauch an Brennstoff war daher im Vergleich zu dieser Maschine um 12 % höher. Die neuen Lokomotiven drückten aber die Zeit des Expresses Krasnaja Strela aus Leningrad nach Moskau auf bis zu acht Stunden (mit der Dampflokomotive Су (Su) dauerte die Fahrt 11 Stunden). Es war nicht ausgeschlossen, dass durch die Bespannung des Zuges mit einer Schnellfahrlokomotive (auch mit der SŽD-Baureihe 2-3-2В) eine zweistündige Verspätung im Abschnitt Bologoje – Moskau aufgeholt werden konnte. Beide Lokomotiven hatten in der Zeit von 1938 bis 1940 (bis Kriegsbeginn) eine Laufleistung von 170.000 Kilometern.
Über die Einsätze der Lokomotiven nach dem Krieg gibt es keine Angaben in der Literatur. Bestimmt werden sie aber als Einzelgänger dasselbe Schicksal wie die SŽD-Baureihe 2-3-2В getragen haben. Dass sie im Betriebsdienst einen bleibenden Eindruck hinterlassen haben, zeigt der Fakt, dass bei einer Haltestelle in Moskau beide Lokomotiven farblich dargestellt sind.